# Kirchenpingarten
Kirchenpingarten är en kommun och ort i Landkreis Bayreuth i Regierungsbezirk Oberfranken i förbundslandet Bayern i Tyskland.
Kommunen ingår i kommunalförbundet Weidenberg tillsammans med köpingen Weidenberg och kommunerna Emtmannsberg och Seybothenreuth.